# Prêmio MTV Movie & TV de melhor luta
MTV Movie & TV Awards de melhor luta é um prêmio concedido a atores e personagens por cenas de luta de qualidade em filmes e séries no Prêmios MTV Movie & TV, uma cerimônia criada em 1992. Os prêmios em várias categorias são concedidos pela MTV nas cerimônias anuais e são escolhidos por voto do público. O prêmio de Melhor Luta foi apresentado pela primeira vez em 1996, sendo seus vencedores Adam Sandler e Bob Barker por sua luta em Happy Gilmore. Uma Thurman venceu o prêmio em 2004 e 2005 por sua atuação em Kill Bil: Volume 1 e Volume 2, respectivamente. Em 2008 e 2009, Cam Gigandet conquistou o troféu devido as suas cenas em luta em Never Back Down e Crepúsculo. Robert Pattinson venceu em duas ocasiões por seu desepenho nos filmes da série The Twilight Saga: Crepúsculo em 2009 e The Twilight Saga: Eclipse em 2011. Jackie Chan ganhou a honra de Melhor Luta uma vez entre quatro indicações. Jet Li e Chris Tucker já receberam três indicações, e Brad Pitt e Hugh Jackman foram indicados duas vezes.

## Vencedores e nomeados

### Anos 1990
| Ano  | Vencedores                    | Filme                        | Outros nomeados | Ref.         |
| ---- | ----------------------------- | ---------------------------- | --- | ------------ |
| 1996 | Adam Sandler vs. Bob Barker   | Happy Gilmore                | - John Travolta vs. Christian Slater – Broken Arrow - Pierce Brosnan vs. Famke Janssen – GoldenEye - Jackie Chan vs. Bandidos – Rumble in the Bronx                                                               | [ 3 ] [ 4 ]  |
| 1997 | Fairuza Balk vs. Robin Tunney | The Craft                    | - Matthew Broderick vs. Jim Carrey – The Cable Guy - Jim Brown vs. um marciano – Marte Ataca! - Jackie Chan vs. Capangas – Ging chaat goo si 4: Ji gaan daan yam mo - Pamela Anderson Lee vs. Bandido – Barb Wire | [ 5 ] [ 6 ]  |
| 1998 | Will Smith vs. Besouro Edgar  | Men in Black                 | - Harrison Ford vs. Gary Oldman – Força Aérea Um - Milla Jovovich vs. Alienígenas – The Fifth Element - Demi Moore vs. Viggo Mortensen – G.I. Jane - Michelle Yeoh vs. Bandidos – 007 - O Amanhã Nunca Morre      | [ 7 ] [ 8 ]  |
| 1999 | Ben Stiller vs. Puffy the Dog | There's Something About Mary | - Wesley Snipes vs. Vampiros – Blade - Antonio Banderas vs. Catherine Zeta-Jones – The Mask of Zorro - Jackie Chan e Chris Tucker vs. Gang Chinesa – Rush Hour                                                    | [ 9 ] [ 10 ] |

### Anos 2000
| Ano  | Vencedores                                         | Filme                                      | Outros nomeados | Ref.                 |
| ---- | -------------------------------------------------- | ------------------------------------------ | --- | -------------------- |
| 2000 | Keanu Reeves vs. Laurence Fishburne                | Matrix                                     | - Mike Myers vs. Verne Troyer – Austin Powers: The Spy Who Shagged Me - Liam Neeson e Ewan McGregor vs. Ray Park – Star Wars: Episódio I – A Ameaça Fantasma - Edward Norton vs. Ele mesmo – Fight Club                                                                                     | [ 11 ] [ 12 ]        |
| 2001 | Zhang Ziyi vs. O bar inteiro                       | O Tigre e o Dragão                         | - Drew Barrymore vs. – Charlie's Angels - Russell Crowe vs. Sven-Ole Thorsen e um tigre – Gladiador - Jet Li vs. Agressores – Romeo Must Die | [ 13 ] [ 14 ]        |
| 2002 | Jackie Chan e Chris Tucker vs. Gangue de Hong Kong | Rush Hour 2                                | - Angelina Jolie vs. Robô – Lara Croft: Tomb Raider - Christopher Lee vs. Ian McKellen – The Lord of the Rings: The Fellowship of the Ring - Jet Li vs. Ele mesmo – The One | [ 15 ]               |
| 2003 | Yoda vs. Christopher Lee                           | Star Wars: Episódio II – Ataque dos Clones | - Jet Li vs. Ultimate Fighters – Cradle 2 the Grave - Tobey Maguire vs. Willem Dafoe - Homem-Aranha - Johnny Knoxville vs. Butterbean – Jackass - The Movie - Fann Wong vs. Guardas do Palácio – Shanghai Knights                                                                           | [ 16 ] [ 17 ]        |
| 2004 | Uma Thurman vs. Chiaki Kuriyama                    | Kill Bill: Volume 1                        | - Hugh Jackman vs. Kelly Hu – X-Men 2 - Keanu Reeves vs. Hugo Weaving – Matrix Reloaded - The Rock vs. Ernie Reyes, Jr. and rebeldes Kontiki – The Rundown - Queen Latifah vs. Missi Pyle – Bringing Down the House                                                                         | [ 18 ] [ 19 ] [ 20 ] |
| 2005 | Uma Thurman vs. Daryl Hannah                       | Kill Bill: Volume 2                        | - Battle of the News Teams – Anchorman: The Legend of Ron Burgundy - Brad Pitt vs. Eric Bana – Troia - Zhang Ziyi vs. Guardas do Imperador – Shi mian mai fu | [ 21 ] [ 22 ]        |
| 2006 | Angelina Jolie vs. Brad Pitt                       | Mr. & Mrs. Smith                           | - Kong vs. Aviões – King Kong - Stephen Chow vs. The Axe Gang – Kung Fu Hustle - Ewan McGregor vs. Hayden Christensen – Star Wars: Episódio III – A Vingança dos Sith | [ 23 ] [ 24 ]        |
| 2007 | Gerard Butler vs. Robert Maillet                   | 300                                        | - Sacha Baron Cohen vs. Ken Davitian – Borat! Cultural Learnings of America for Make Benefit Glorious Nation of Kazakhstan - Jack Black e Héctor Jiménez vs. Los Duendos – Nacho Libre - Will Ferrell vs. Jon Heder – Blades of Glory - Uma Thurman vs. Anna Faris – My Super Ex-Girlfriend | [ 25 ] [ 26 ]        |
| 2008 | Sean Faris vs. Cam Gigandet                        | Never Back Down                            | - Aliens vs. Predador – Aliens vs. Predator: Requiem - Hayden Christensen vs. Jamie Bell – Jumper - Matt Damon vs. Joey Ansah – The Bourne Ultimatum - Tobey Maguire vs. James Franco – Homem-Aranha 3 - Chris Tucker e Jackie Chan vs. Sun Mingming – Rush Hour 3                          | [ 27 ] [ 28 ]        |
| 2009 | Robert Pattinson vs. Cam Gigandet                  | Crepúsculo                                 | - Anne Hathaway vs. Kate Hudson – Noivas em Guerra - Christian Bale vs. Heath Ledger – The Dark Knight - Ron Perlman vs. Luke Goss – Hellboy II: The Golden Army - Seth Rogen e James Franco vs. Danny McBride – Pineapple Express                                                          | [ 29 ]               |

### Anos 2010
| Ano  | Vencedores | Filme                          | Outros nomeados | Ref.          |
| ---- | --- | ------------------------------ | --- | ------------- |
| 2010 | Beyoncé vs. Ali Larter                                                                                               | Obsessed                       | - Sam Worthington vs. Stephen Lang – Avatar - Logan Lerman vs. Jake Abel – Percy Jackson & the Olympians: The Lightning Thief - Robert Downey Jr. vs. Mark Strong – Sherlock Holmes - Hugh Jackman e Liev Schreiber vs. Ryan Reynolds – X-Men Origens: Wolverine                                                                                        | [ 30 ] [ 31 ] |
| 2011 | Robert Pattinson vs. Bryce Dallas Howard e Xavier Samuel                                                             | The Twilight Saga: Eclipse     | - Amy Adams vs. The Sisters – The Fighter - Chloë Grace Moretz vs. Mark Strong – Kick-Ass - Daniel Radcliffe, Emma Watson e Rupert Grint vs. Arben Bajraktaraj e Rod Hunt – Harry Potter and the Deathly Hallows – Part 1 - Joseph Gordon-Levitt vs. Agressor do corredor – A Origem                                                                    | [ 32 ] [ 33 ] |
| 2012 | Jennifer Lawrence e Josh Hutcherson vs. Alexander Ludwig                                                             | The Hunger Games               | - Daniel Radcliffe vs. Ralph Fiennes — Harry Potter and the Deathly Hallows – Part 2 - Tom Cruise vs. Michael Nyqvist — Mission: Impossible – Ghost Protocol - Channing Tatum e Jonah Hill vs. — 21 Jump Street - Joel Edgerton vs. Tom Hardy — Warrior                                                                                                 | [ 34 ] [ 35 ] |
| 2013 | Robert Downey Jr., Chris Evans, Mark Ruffalo, Chris Hemsworth, Scarlett Johansson e Jeremy Renner vs. Tom Hiddleston | The Avengers                   | - Christian Bale vs. Tom Hardy — The Dark Knight Rises - Jamie Foxx vs. Capangas — Django Unchained - Daniel Craig vs. Ola Rapace — Skyfall - Mark Wahlberg vs. Seth MacFarlane — Ted | [ 36 ] [ 37 ] |
| 2014 | Orlando Bloom e Evangeline Lilly vs. Orcs                                                                            | O Hobbit: A Desolação de Smaug | - Jason Bateman vs. Melissa McCarthy – Identity Thief - Jennifer Lawrence, Josh Hutcherson & Sam Claflin vs. Macacos mutantes – The Hunger Games: Catching Fire - Jonah Hill vs. James Franco & Seth Rogen – This Is the End - Elenco de Anchorman 2: The Legend Continues (Will Ferrell, Paul Rudd, David Koechner, Steve Carell)vs. Novatos do elenco | [ 38 ]        |
| 2015 | Dylan O'Brien vs. Will Poulter                                                                                       | Maze Runner - Correr ou Morrer | - Chris Evans vs. Sebastian Stan – Captain America: The Winter Soldier - Edward Norton vs. Michael Keaton – Birdman ou (A Inesperada Virtude da Ignorância) - Jonah Hill vs. Jillian Bell – 22 Jump Street - Seth Rogen vs. Zac Efron – Neighbors | [ 39 ]        |
| 2016 | Ryan Reynolds vs. Ed Skrein                                                                                          | Deadpool                       | - Leonardo DiCaprio vs. O Urso – The Revenant - Charlize Theron vs. Tom Hardy – Mad Max: Estrada da Fúria - Robert Downey Jr. vs. Mark Ruffalo – Avengers: Age of Ultron - Daisy Ridley vs. Adam Driver – Star Wars: The Force Awakens - Melissa McCarthy vs. Nargis Fakhri – Spy                                                                       | [ 40 ]        |
| 2018 | Gal Gadot vs. Soldados alemães                                                                                       | Mulher-Maravilha               | - Charlize Theron vs. Daniel Hargrave & Greg Rementer – Atomic Blonde - Danai Gurira, Scarlett Johansson & Elizabeth Olsen vs. Carrie Coon – Avengers: Infinity War - Chadwick Boseman vs. Winston Duke – Black Panther - Chris Hemsworth vs. Mark Ruffalo – Thor: Ragnarok                                                                             | [ 41 ]        |
| 2019 | Brie Larson vs. Gemma Chan                                                                                           | Captain Marvel                 | - Josh Brolin vs. Chris Evans – Avengers: Endgame - Maisie Williams vs. White Walkers – Game of Thrones - Ruth Bader Ginsburg vs. Desigualdade – RBG - Becky Lynch vs. Ronda Rousey vs. Charlotte Flair – WrestleMania 35 | [ 42 ]        |

### Anos 2020
| Ano  | Vencedores                             | Filme                           | Outros nomeados | Ref.   |
| ---- | -------------------------------------- | ------------------------------- | --- | ------ |
| 2021 | Elizabeth Olsen vs. Kathryn Hahn       | Roteirizada                     | Roteirizada | [ 43 ] |
| 2021 | Elizabeth Olsen vs. Kathryn Hahn       | WandaVision                     | - Luta Final - Birds of Prey - Luta Final - Cobra Kai - Starlight, Queen Maeve e Kimiko vs. Tempesta: - The Boys - Liga da Justiça vs. Steppenwolf - Zack Snyder's Justice League | [ 43 ] |
| 2021 | Kourtney Kardashian vs. Kim Kardashian | Não roteirizada                 | Não roteirizada | [ 43 ] |
| 2021 | Kourtney Kardashian vs. Kim Kardashian | Keeping Up with the Kardashians | - Chrishell Stause vs. Christine Quinn - Selling Sunset - Jackie Goldschneider vs. Teresa Giudice - The Real Housewives of New Jersey - Kandy Muse vs. Tamisha Iman - RuPaul's Drag Race: Untucked - Law Roach vs. Dominique Jackson - Legendary                                                       | [ 43 ] |
| 2022 | Sydney Sweeney vs. Alexa Demie         | Roteirizada                     | Roteirizada | [ 44 ] |
| 2022 | Sydney Sweeney vs. Alexa Demie         | Euphoria                        | - Viúva Negra vs. Viúvas – Viúva Negra - Guy vs. Dude – Free Guy - Shang-Chi vs. Razor Fist – Shang-Chi e a Lenda dos Dez Anéis - Homem-Aranha vs. Vilões do Multiverso – Spider-Man: No Way Home | [ 44 ] |
| 2022 | Bosco vs. Lady Camden                  | Não roteirizada                 | Não roteirizada | [ 44 ] |
| 2022 | Bosco vs. Lady Camden                  | RuPaul's Drag Race              | - Candiace Dillard Bassett vs. Mia Thornton – Luta de salada – The Real Housewives of Potomac - Margaret Josephs vs. Teresa Giudice – The Real Housewives of New Jersey - Danielle Olivera vs. Ciara Miller vs. Lindsay Hubbard – Summer House - Christine Quinn vs. Chrishell Stause – Selling Sunset | [ 44 ] |
| 2023 | Courteney Cox vs. Ghostface            | Scream VI                       | - Brad Pitt vs. Bad Bunny – Bullet Train - Jamie Campbell Bower vs. Millie Bobby Brown – Stranger Things - Keanu Reeves vs. Todo Mundo – John Wick: Chapter 4 - Fuga de Narkina 5 – Andor | [ 45 ] |

## Imagens selecionadas

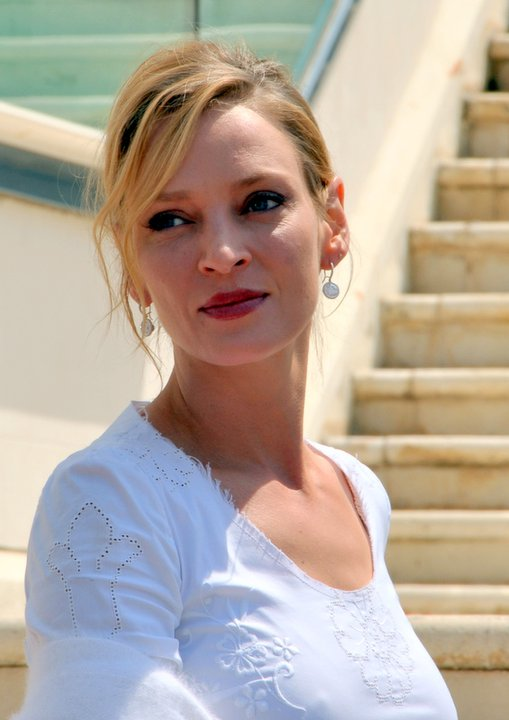
Uma Thurman: vencedora de 2004 e 2005
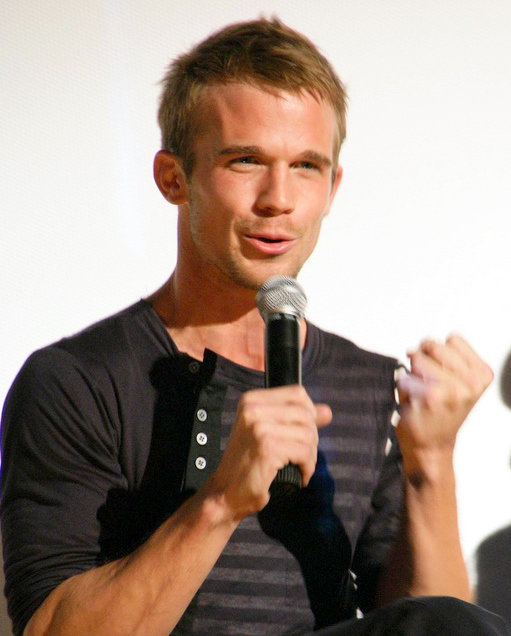
Cam Gigandet: vencedor de 2008 e 2009
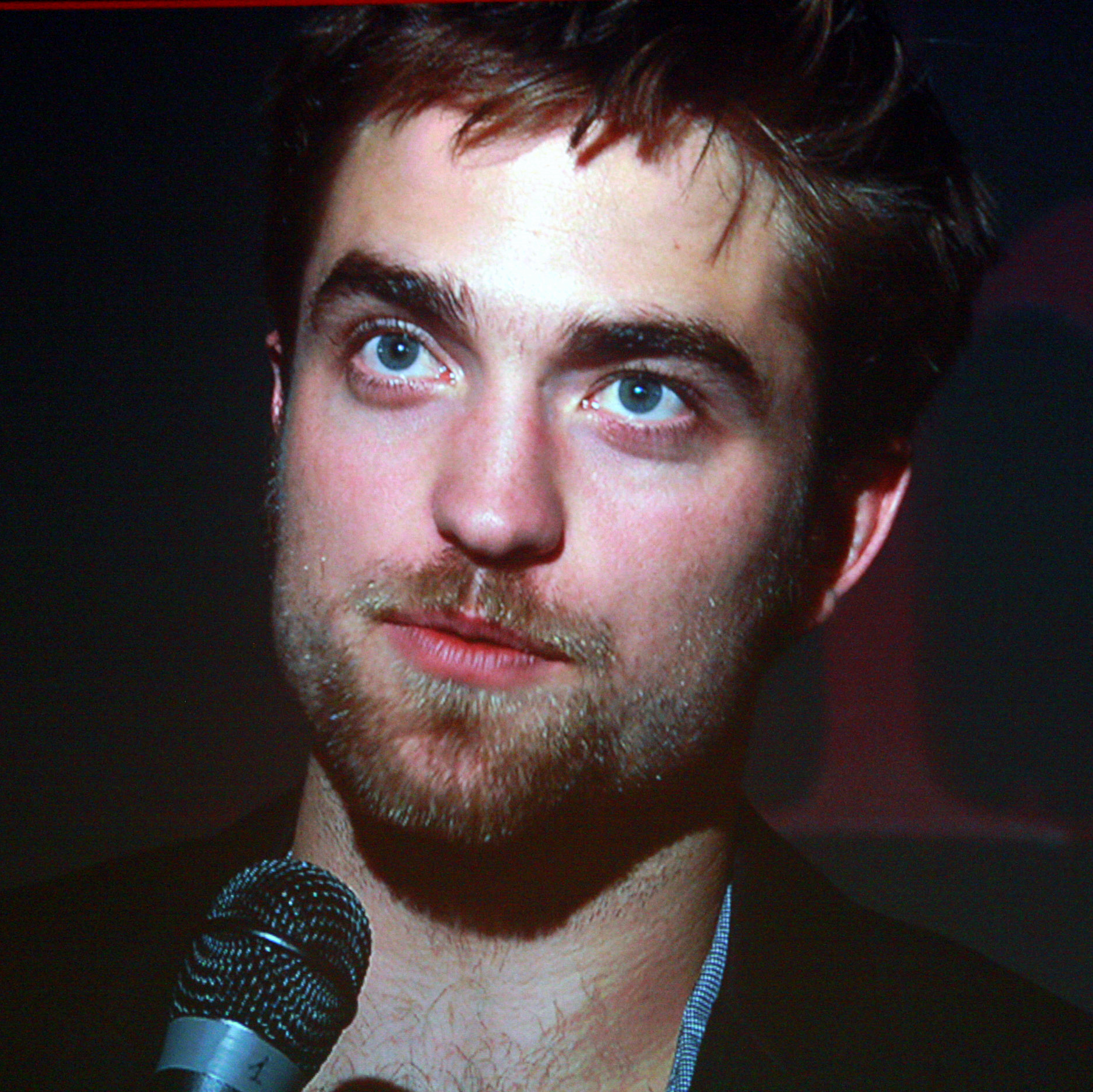
Robert Pattinson: vencedor de 2009 e 2011
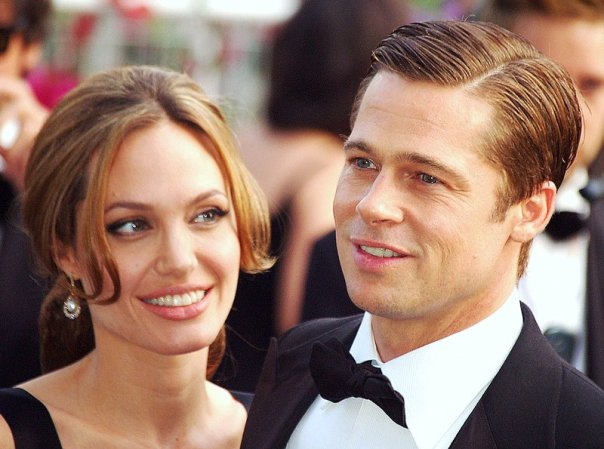
Angelina Jolie e Brad Pitt: vencedores de 2006
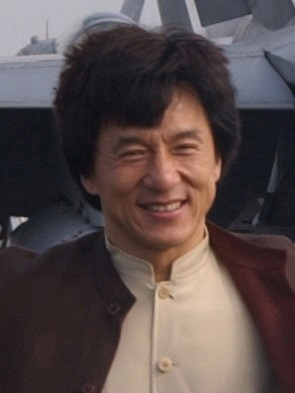
Jackie Chan: vencedor de 2002
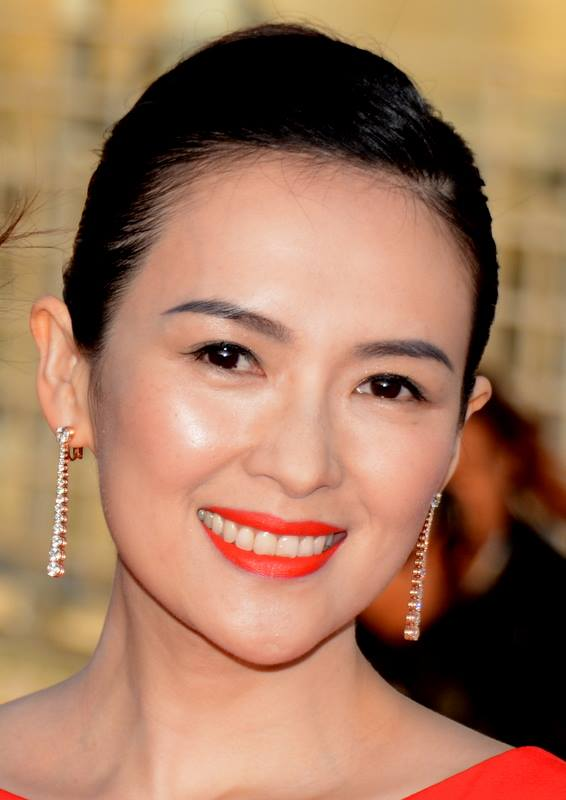
Zhang Ziyi: vencedora de 2001
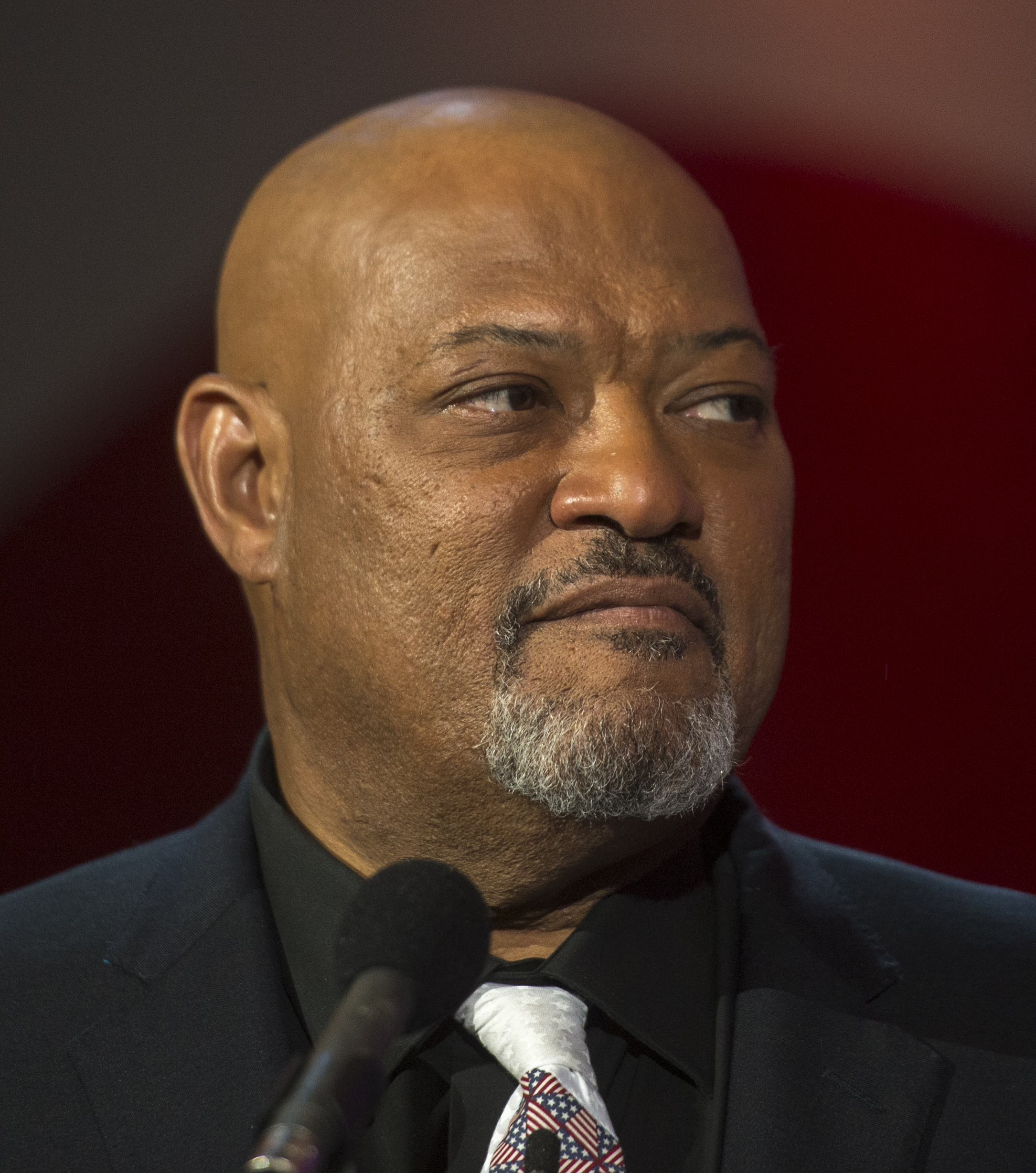
Laurence Fishburne: vencedor de 2000